# Phyllosticta

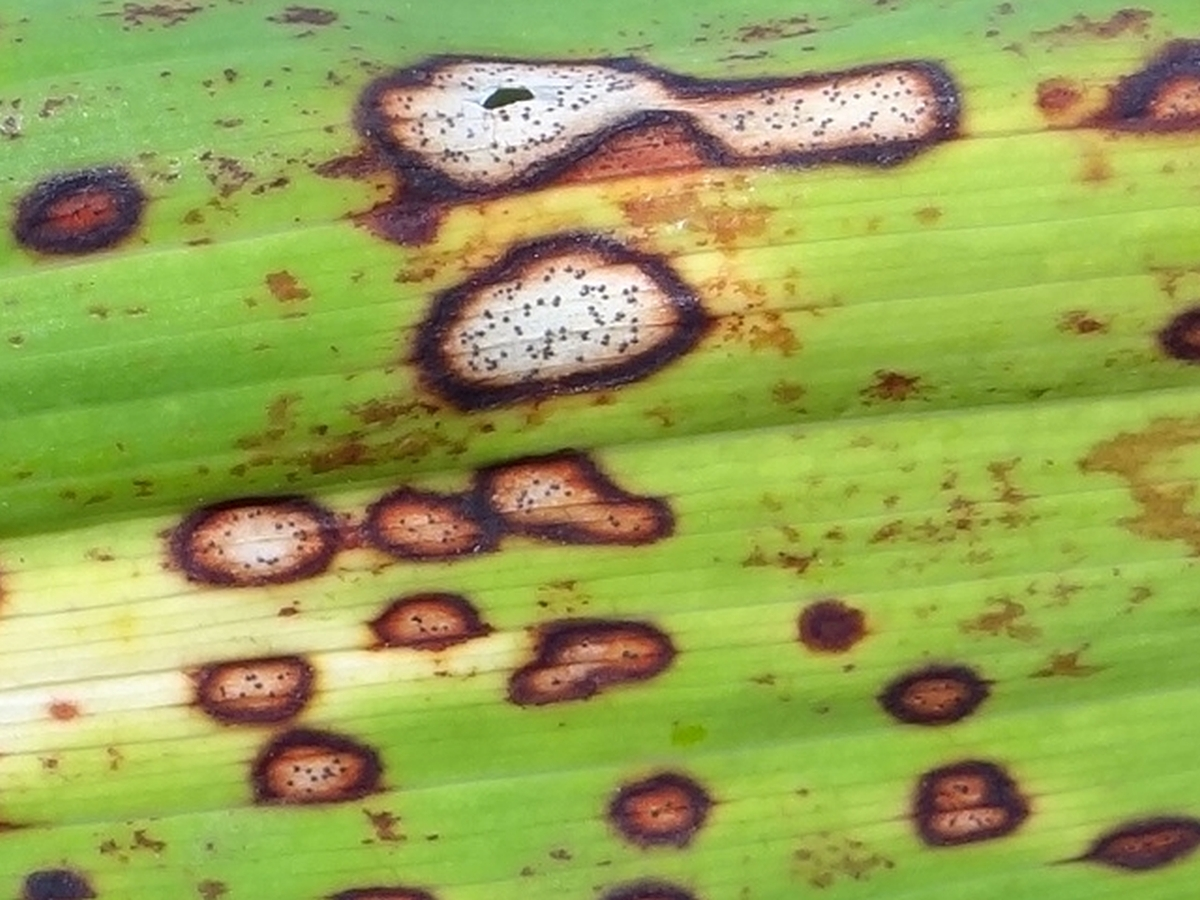
Pyknidia Phyllosticta cruenta na liściu kokoryczki wonnej

Phyllosticta Pers. – rodzaj grzybów z klasy Dothideomycetes. Grzyby mikroskopijne, pasożyty roślin, zazwyczaj powodujące plamistość liści, owoców, a czasami także pędów.

## Morfologia
Konidiofory krótkie, przeważnie nierozgałęzione. Komórki konidiotwórcze cylindryczne, wytwarzające po jednym lub po kilka konidiów. Konidia jednokomórkowe, przezroczyste i bezbarwne, o kształcie cylindrycznym, elipsoidalnym, owalnym lub prawie kulistym. Otoczone są lepkim śluzem i posiadają na szczycie nitkowaty i nierozgałęziony wyrostek. Pyknidia zanurzone w tkankach porażonych roślin, z ujściem wystającym ponad powierzchnię skórki. Są kuliste, brunatne, zbudowane z 2–3 warstw komórek pseudoparenchymy. Często w pyknidiach oprócz pykniospor tworzą się także konidia. Obok pyknidium mogą powstawać także podobne do nich spermogonia.
Do rodzaju Phyllosticta należy około 200 gatunków.

## Systematyka i nazewnictwo
Pozycja w klasyfikacji według Index Fungorum:
Phyllostictaceae, Botryosphaeriales, Incertae sedis, Dothideomycetes, Pezizomycotina, Ascomycota, Fungi.
Synonimy:
Caudophoma B.V. Patil & Thirum., Columnosphaeria Munk, Discochora Höhn., Frankiella Speschnew, Laestadiella Höhn. Leptophacidium Höhn., Macrophyllosticta Sousa da Câmara, Mesonella Petr. & Syd., Montagnellina Höhn., Myriocarpa Fuckel, Pampolysporium Magnus, Phyllosphaera Dumort., Phyllostictina Syd. & P. Syd., Polysporidium Syd. & P. Syd.

## Niektóre gatunki występujące w Polsce
- Phyllosticta aceris Sacc. 1878
- Phyllosticta agrimoniae (Lasch) Allesch. ex Died. 1912
- Phyllosticta ajugae Sacc. & Speg. 1878
- Phyllosticta alcides Sacc. 1878
- Phyllosticta alismatis Sacc. & Speg. 1878
- Phyllosticta alnea Oudem. 1901
- Phyllosticta alpina Allesch. 1895
- Phyllosticta armeniacicola Farneti 1902
- Phyllosticta asari Aksel 1953
- Phyllosticta astragalicola C. Massal. 1890
- Phyllosticta banatica Bubák 1907
- Phyllosticta bellidicola Nelen 1966
- Phyllosticta berberidicola Speg. 1912
- Phyllosticta betulicola Vasyag. 1967
- Phyllosticta bondarzevii Aksel 1953
- Phyllosticta bresadolae Sacc. & D. Sacc. 1906
- Phyllosticta briardii Sacc. 1884
- Phyllosticta buxina Sacc. 1878
- Phyllosticta caballeroi Gonz. Frag. 1920
- Phyllosticta campestris Pass. 1886
- Phyllosticta cathartici Sacc. 1878
- Phyllosticta centaureae-scabiosae Petr. 1969
- Phyllosticta chaenomelina Thüm. 1880
- Phyllosticta chrysanthemi Ellis & Dearn. 1893
- Phyllosticta cinerea Pass. 1901
- Phyllosticta circaeae Melnik 1965
- Phyllosticta cirsii Desm. 1847
- Phyllosticta cirsii-lanceolati Garb. 1924
- Phyllosticta concentrica Sacc. 1878
- Phyllosticta convallariae Pers. 1818
- Phyllosticta convolvuli Cejp 1970
- Phyllosticta cornivora Melnik 1965
- Phyllosticta coryli Westend. 1872
- Phyllosticta cotoneastri Allesch. 1897
- Phyllosticta crataegicola Sacc. 1884
- Phyllosticta cruenta (Fr.) J. Kickx f. 1849
- Phyllosticta cucurbitacearum Sacc. 1878
- Phyllosticta decidua Ellis & Kellerm. 1883
- Phyllosticta decipiens C. Massal. 1900
- Phyllosticta destructiva Desm. 1847
- Phyllosticta deutziicola Petr. 1914
- Phyllosticta digitalis Bellynck 1855
- Phyllosticta epimedii Sacc. 1878
- Phyllosticta erysimi Westend. 1864
- Phyllosticta fomini Girz. 1927
- Phyllosticta fragariicola Roberge ex Desm. 1859
- Phyllosticta galeobdoli Syd. & P. Syd. 1908
- Phyllosticta geraniicola Siemaszko 1914
- Phyllosticta griseofusca Bubák 1904
- Phyllosticta hederae Sacc. & Roum. 1882
- Phyllosticta humuli Sacc. & Speg. 1878
- Phyllosticta impatientis Siemaszko 1919
- Phyllosticta iserana Kabát & Bubák 1908
- Phyllosticta kriegeriana Bres. 1900
- Phyllosticta kurskiana Bondartsev 1921
- Phyllosticta lathyrina Sacc. & G. Winter 1883
- Phyllosticta leucosticta C. Massal. 1908
- Phyllosticta lini Lobik 1928
- Phyllosticta lolii Lagière 1946
- Phyllosticta lunariae Vanev & Bakalova 1976
- Phyllosticta lupini Bonar 1928
- Phyllosticta lupinicola Rothers 1931
- Phyllosticta lychnidina Grove 1918
- Phyllosticta lythri Cejp 1965
- Phyllosticta magnoliae Sacc. 1878
- Phyllosticta mahoniana (Sacc.) Allesch. 1898
- Phyllosticta mahoniicola Pass. 1886
- Phyllosticta meliloti T.M. Achundov & Agajeva 1971
- Phyllosticta monogyna Allesch. 1898
- Phyllosticta montellica Sacc. 1906
- Phyllosticta multiformis Pettinari 1952
- Phyllosticta narcissi Aderh. 1900
- Phyllosticta opuli Sacc. 1878
- Phyllosticta orni Bubák 1907
- Phyllosticta paulowniae Sacc. 1884
- Phyllosticta paviae Desm. 1847
- Phyllosticta phaseolina Sacc. 1878
- Phyllosticta phytoptorum Bubák 1907
- Phyllosticta plantaginis Sacc. 1884
- Phyllosticta pleurospermi Died. 1903
- Phyllosticta polygonorum Sacc. 1878
- Phyllosticta primulicola Desm. 1847
- Phyllosticta pseudacori (Brunaud) Allesch. 1898
- Phyllosticta ranunculorum Sacc. & Speg. 1878
- Phyllosticta rhamni Westend. 1857
- Phyllosticta rhamnicola Desm. 1847
- Phyllosticta rhododendri Westend. 1851
- Phyllosticta ribiseda Bubák & Kabát 1911
- Phyllosticta rosae Desm. 1859
- Phyllosticta ruborum Sacc. 1881
- Phyllosticta sagittifoliae Brunaud 1887
- Phyllosticta salisburyae Tassi 1900
- Phyllosticta sambucicola Kalchbr. 1864
- Phyllosticta sanguisorbae Khokhr. 1951
- Phyllosticta scrophulariae Sacc. 1878
- Phyllosticta selini Cejp 1969
- Phyllosticta solitaria Ellis & Everh. 1895
- Phyllosticta sorbi Westend. 1857
- Phyllosticta spiraeina Brunaud 1890
- Phyllosticta stettiniana Madej 1965
- Phyllosticta stevenii Gucevič 1962
- Phyllosticta straminella Bres. 1896
- Phyllosticta symphoriella Sacc. & Marchal 1885
- Phyllosticta symphyti Cejp 1967
- Phyllosticta tambowiensis Bubák & Serebrian. 1912
- Phyllosticta telekiae Cejp, Fassat. & Zavrel 1971
- Phyllosticta tcshimganica Melnik 1965
- Phyllosticta tiliae Sacc. & Speg. 1878
- Phyllosticta tinea Sacc. 1878
- Phyllosticta tirolensis Bubák 1904
- Phyllosticta trifoliorum Barbarine 1917
- Phyllosticta trollii Trail 1889
- Phyllosticta typhina Sacc. & Malbr. 1880
- Phyllosticta ulmi Westend. 1857
- Phyllosticta velata Bubák 1907
- Phyllosticta vincae-majoris Allesch. 1898
- Phyllosticta vincae-minoris Bres. & Krieg. 1900
- Phyllosticta violae Desm. 1847
- Phyllosticta vogelii (Syd. & P. Syd.) Died. 1915

Nazwy naukowe na podstawie Index Fungorum. Uwzględniono tylko taksony zweryfikowane. Wykaz gatunków występujących w Polsce według Mułenki i in.